# پایگاه هوایی کاوفبویرن
پایگاه هوایی کاوفبویرن (به انگلیسی: Kaufbeuren Air Base) (به زبان بومی: Fliegerhorst Kaufbeuren) یک فرودگاه نظامی است که یک باند فرود آسفالت دارد. این فرودگاه در شهر کاوفبویرن کشور آلمان قرار دارد .